# Forte Carlo Mezzacapo
Il Forte Carlo Mezzacapo, chiamato anche Forte alla Gatta, è una fortezza novecentesca ed ex-caserma dell'Esercito Italiano situata nella terraferma nei pressi della località Gatta di Santa Lucia del Tarù, nella municipalità di Chirignago-Zelarino del comune di Venezia.
Concepito come parte del campo trincerato di Mestre e del più ampio sistema difensivo della laguna, fu costruito nel 1911 per controllare la strada per Treviso e la ferrovia per Udine, tramite sei postazioni con cannoni e quattro mitragliere a scomparsa. Intitolato alla memoria di Carlo Mezzacapo, fu disarmato già nel luglio 1915 e poi utilizzato come deposito di munizioni e materiali militari. Oggi è sede di un polo culturale.

## Storia
Dopo la costruzione nel 1882 dei tre principali forti (Carpenedo, Gazzera e Tron), il Regno d'Italia dovette ridimensionare il progetto del campo trincerato di Mestre a causa della crisi economica. A seguito dell'approvazione del Piano di difesa nazionale del 1908, venne deciso di realizzare delle batterie corazzate (forti Pepe, Rossarol, Cosenz, Mezzacapo, Poerio e Sirori) a supporto dei tre forti principali, divenuti ormai obsoleti nel frattempo per le nuove tecniche militari. Progettato da Enrico Rocchi, le nuove strutture furono realizzate in calcestruzzo e realizzate tra il 1909 e 1912. Tuttavia, vennero disarmati già durante della prima guerra mondiale nel luglio 1915, dopo che fortificazioni simili (come quella di Verena sull'altopiano di Asiago) si erano rivelate completamente inutili di fronte alle nuove artiglierie pesanti dell'esercito austro-ungarico. In seguito, il forte Mezzacapo fu trasformato in polveriera e deposito di munizioni e materiali.

## Descrizione
La struttura presenta una pianta a forma di C di oltre 100 metri di larghezza per 30 metri di larghezza con una profondità su 5-6 metri di altezza. Al centro del lato lungo è presente una rientranza con due ingressi e quattro finestre, mentre altre finestre sono aperte sulle ali laterali con due batterie protette da saracinesca in acciaio al nickel di 15 mm. di spessore posizionata all'interno dell'opera. Gli interni sono intonacati con soffitti a volta. La struttura era circondata da un fossato, oggi interrato (tuttora presente è il ponte di ferro che ne permetteva l'attraversamento). Il terrapieno previsto nel progetto originale non è presente, ma non è noto se sia stato rimosso oppure mai realizzato. Nell'ala sinistra è presente un osservatorio a cupola, mentre su entrambe le ali si accede ad una postazione coperta da una piccola cupola, più bassa rispetto all'opera.